# Capitulum (insect)

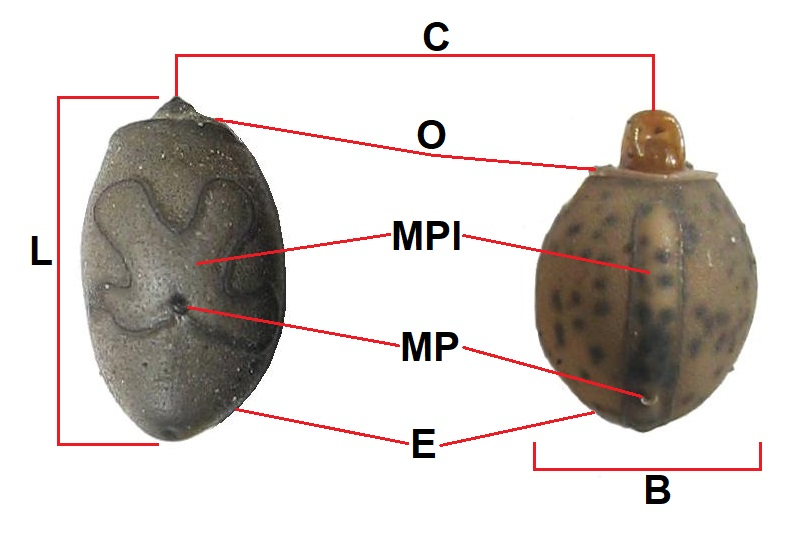
Eieren van de wandelende takken Haaniella erringtoniae (links) en Paramenexenus laetus (rechts), het capitulum is aangegeven met een C.

Het capitulum is het dekseltje van het ei van bepaalde insecten. Veel insecten hebben een eierschaal die overal gelijkvormig is maar bij andere groepen hebben de eieren een bovenzijde die speciaal is aangepast om het ei makkelijker te openen, zoals bij veel vlinders. Andere insecten hebben een capitulum dat verdikt is en zowel vetten als suikers bevat, zoals de eieren van wandelende takken. Dergelijke structuren worden wel mierenbroodjes genoemd, omdat de eieren door de zoete afscheiding worden verzameld en verspreid door mieren. 